# Suurisaari (ö i Finland, Norra Savolax, Inre Savolax, lat 62,52, long 26,87)
Suurisaari är en ö i Finland. Den ligger i sjön Pieni-Myhi och i kommunen Rautalampi i den ekonomiska regionen  Inre Savolax ekonomiska region  och landskapet Norra Savolax, i den centrala delen av landet, 280 km norr om huvudstaden Helsingfors. Öns area är 1 hektar och dess största längd är 160 meter i nord-sydlig riktning.